# Magda
Magda é um município brasileiro do interior do estado de São Paulo. Localiza-se a uma latitude 20º38'38" sul e a uma longitude 50º13'34" oeste, estando a uma altitude de 526 metros. O município possui uma população estimada (2020) de 3102 habitantes, conforme dado do Instituto Brasileiro de Geografia e Estatística (IBGE).

## História
Os desbravadores das terras que formariam o município de Magda foram Miguel Caselli e Francisco Pereira, que deram início à plantação de suas lavouras nas proximidades do rio São José dos Dourados, por volta de 1925. Após a chegada de outros agricultores, o povoado foi definitivamente instalado, em 5 de março de 1929, com a doação de terras para a constituição de um patrimônio feita pelo coronel João Braga. Em 30 de novembro de 1944 tornou- se distrito do município de Nhandeara, com território desmembrado do município de General Salgado e do próprio município de Nhandeara. O desenvolvimento considerável da lavoura permitiu sua elevação a município em 30 de dezembro de 1953. Possui uma área de 311,7 km².

## Geografia

### Demografia
Dados do Censo - 2010
População Total: 3.167
- Urbana: 2.655
- Rural: 545
  - Homens: 1.651[7]
  - Mulheres: 1.549

Densidade demográfica (hab./km²): 10,27
Dados do Censo - 2000
Mortalidade infantil até 1 ano (por mil): 10,70
Expectativa de vida (anos): 74,25
Taxa de fecundidade (filhos por mulher): 1,96
Taxa de Alfabetização: 84,58%
Índice de Desenvolvimento Humano (IDH-M): 0,784
- IDH-M Renda: 0,704
- IDH-M Longevidade: 0,821
- IDH-M Educação: 0,826

(Fonte: IPEADATA)

### Rodovias
- SP-310

## Infraestrutura

### Comunicações
O sistema de telefones automáticos foi inaugurado na cidade em 1977 pela Telecomunicações de São Paulo (TELESP), que também implantou o sistema de discagem direta à distância (DDD) em 1989 com o código de área (0174). Anteriormente a cidade era atendida pela Companhia de Telecomunicações do Estado de São Paulo (COTESP).
Na década de 90 o código DDD da cidade foi alterado para (017), para padronização do sistema telefônico com a telefonia celular que estava sendo implantada em todo o estado.

## Administração
- Prefeito: Alexandre Paiva Batello (2021/2024)
- Vice-prefeito: Rodolfo Ferreira Kamá
- Presidente da câmara: José  Arthur Alegria (16ª Legislatura - 2017/2020)

## Religião
O Cristianismo se faz presente na cidade da seguinte forma:

### Igreja Católica
- A igreja faz parte da Diocese de Votuporanga.[12]

### Igrejas Evangélicas
- Assembleia de Deus Ministério do Belém.[13][14]
- Congregação Cristã no Brasil.[15]